# Am întâlnit țigani fericiți
Am întâlnit țigani fericiți grafiat la acea dată Am întîlnit țigani fericiți, (în sârbă Skupljači perja) este un film iugoslav din 1967, regizat de regizorul sârb Aleksandar Petrović. Titlul original în limba sârbă este Skupljači perja, care înseamnă Strângătorii de pene. Filmul este centrat în jurul vieții unor țigani dintr-un sat aflat în partea de nord a Vojvodinei, dar tratează și teme mai subtile cum ar fi dragostea, relațiile sociale și etnice. Pe lângă Bekim Fehmiu, Olivera Vučo, Bata Živojinović și Mija Aleksić, în film joacă și mulți actori țigani care vorbesc în limba romani. Am întâlnit țigani fericiți este considerat ca fiind unul dintre cele mai bune filme ale așa-numitului Val Negru din cinematografia iugoslavă.
A fost primul film care a prezentat existența țiganilor în societate și în viața de zi cu zi; a fost, de asemenea, primul film de lung metraj în care țiganii vorbeau propria lor limbă, romani. Majoritatea rolurilor au fost interpretate de țigani reali; acesta a fost filmul lor. „În copilărie, i-am observat și am văzut în acești oameni credință și iraționalitate”, a declarat regizorul Petrović.

## Rezumat
Protagonistul, Bora (Bekim Fehmiu), este un țigan fermecător, dar cu suflet rău, în timp ce soția lui mai în vârstă este supusă. Bora este îndrăgostit de mai tânăra Tisa (Gordana Jovanović), care este oferită în căsătorie de către tatăl ei. Cei doi intră în necazuri și în cele din urmă trebuie să fugă. Tisa își respinge soțul și se căsătorește cu Bora la biserică. Tisa încearcă apoi să ajungă la Belgrad, în timp ce Bora înjunghie mortal pe un alt țigan într-o luptă. Ei sunt, prin urmare, exilați din tabăra lor de romi, dar aventurile lor continuă.

## Distribuție
- Bekim Fehmiu - Bora
- Olivera Vučo - Lence
- Bata Živojinović - Mirta
- Gordana Jovanović - Tisa
- Mija Aleksić - moș Pavle

Restul distribuției este redat în ordine alfabetică:
- Severin Bijelić - omul bigot
- Stojan Decermić - șoferul de la Hladnjaca nr. 1
- Milivoje Đorđević - Sandor
- Rahela Ferari - Igumanija
- Etelka Filipovski - soția lui Bora
- Milorad Jovanović - Toni
- Zoran Longinović - Islednik 1
- Branislav-Ciga Milenković
- Bozidar Pavičević-Longa - șoferul de la Hladnjaca nr. 2
- Velizar Petrović
- Djordje Pura - Islednik 2
- Nina Sajin
- Milivoje Tomić - românul
- Janez Vrhovec - judecătorul

## Premii
La Festivalul de Film de la Cannes din 1967, filmul Am întâlnit țigani fericiți a fost nominalizat la Palme d'Or și a obținut Premiul Special al Juriului și Premiul FIPRESCI.
Filmul a fost nominalizat la Premiul Oscar pentru cel mai bun film străin din 1968 și la Premiul Globul de Aur pentru cel mai bun film străin. Bekim Fehmiu a obținut Premiul Golden Arena pentru cel mai bun actor la Festivalul de Film de la Pula din 1967 pentru interpretarea lui Bora.
În conformitate cu atribuțiile sale asumate în baza Legii bunurilor culturale, Cinemateca Iugoslavă a alcătuit la 28 decembrie 2016 o listă de 100 de filme sârbe realizate în perioada 1911–1999, pe care le-a declarat bunuri culturale de mare importanță. Filmul Am întâlnit țigani fericiți a fost inclus în această listă.